# Welrod
A Welrod é uma pistola de ação por ferrolho, alimentada por carregador e silenciada britânica desenvolvida durante a Segunda Guerra Mundial pelo Major Hugh Reeves no Inter-Services Research Bureau (posteriormente Estação IX). A Estação IX, baseada perto de Welwyn Garden City, deu ao Welrod seu nome incomum, sendo derivado de "Wel" de "Welwyn Garden City" (um prefixo usado por equipamentos secretos projetados pela Estação IX) e "rod", gíria para arma, como forma de obscurecer seu propósito.
Projetada para uso por forças irregulares e grupos de resistência, a Welrod é uma arma extremamente silenciosa graças ao seu silenciador integrado. Aproximadamente 2.800 foram fabricados em tempo de guerra e talvez 14.000 no total, quando exemplos do pós-guerra são incluídos.

## Desenvolvimento
A Welrod foi usada principalmente pela Executiva de Operações Especiais (SOE) britânica, mas também foi usada pelo Escritório de Serviços Estratégicos (OSS) americano e pelas forças de Resistência.
O Welrod era uma arma "higienizada", o que significa que não tinha marcas indicando seu fabricante ou país de origem; estava marcado apenas com um número de série e alguns símbolos e letras inescrutáveis. A Birmingham Small Arms Company (BSA) confirmou que fabricou algumas pistolas Welrod, mas que não colocou nenhuma marcação nelas, então é provável que quaisquer marcações tenham sido adicionadas pelos militares britânicos após a entrega.
O modelo original era o Welrod Mk II, com câmara para o .32 ACP. Este era o modelo primário. Devido aos fracos resultados de campo, o Welrod Mk I foi posteriormente desenvolvido usando cartuchos 9×19mm Parabellum.